# Persone di nome Samuel
| Questa pagina contiene informazioni ricavate automaticamente dalle voci biografiche con l'ausilio del template Bio e di un bot. L'aggiornamento è periodico e automatico e ricostruisce completamente la pagina. Se manca una persona in questa lista, sei pregato di non aggiungerla, ma accertati piuttosto che la sua voce biografica contenga il template Bio e che i dati anagrafici siano correttamente compilati. Se il template Bio manca, inseriscilo tu stesso o, in alternativa, metti l'avviso {{tmp\|Bio}} che ne segnala la mancanza. Se i dati riportati sono sbagliati, correggi direttamente la voce biografica; le modifiche saranno visibili in questa lista entro pochi giorni. Per chiarimenti vedi il progetto antroponimi. La lista contiene solo le 761 persone che sono citate nell'enciclopedia e per le quali è stato implementato correttamente il template Bio. Pagina aggiornata al 6 ago 2025. |

Questa è una lista di persone presenti nell'enciclopedia che hanno il nome Samuel, suddivise per attività principale.

## Allenatori di calcio(10)
- Sam Allardyce, allenatore di calcio e ex calciatore inglese (Dudley, n. 1954)
- Samuel Arday, allenatore di calcio ghanese (Accra, n. 1945 - † 2017)
- Sam Ellis, allenatore di calcio e ex calciatore inglese (Ashton-under-Lyne, n. 1946)
- Sammy Lee, allenatore di calcio e ex calciatore inglese (Liverpool, n. 1959)
- Sammy McIlroy, allenatore di calcio e ex calciatore nordirlandese (Belfast, n. 1954)
- Samuel Michel, allenatore di calcio e ex calciatore francese (Amiens, n. 1971)
- Sam Ricketts, allenatore di calcio e ex calciatore inglese (Aylesbury, n. 1981)
- Samuel Slovák, allenatore di calcio e ex calciatore slovacco (Nitra, n. 1975)
- Sammy Troughton, allenatore di calcio e ex calciatore nordirlandese (Lisburn, n. 1964)
- Samuel Wowoah, allenatore di calcio e ex calciatore svedese (Lindesberg, n. 1976)

## Allenatori di pallacanestro(1)
- Sam Cassell, allenatore di pallacanestro e ex cestista statunitense (Baltimora, n. 1969)

## Altisti(1)
- Samuel Jones, altista, triplista e tiratore di fune statunitense (n. 1880 - Knoxville, † 1954)

## Ammiragli(5)
- Samuel G. Fuqua, ammiraglio statunitense (Laddonia, n. 1899 - Decatur, † 1987)
- Samuel Greig, ammiraglio russo (Inverkeithing, n. 1736 - Tallinn, † 1788)
- Samuel Hood, I Visconte di Hood, ammiraglio britannico (Butleigh, n. 1724 - Londra, † 1816)
- Samuel Eliot Morison, ammiraglio e storico statunitense (Boston, n. 1887 - Boston, † 1976)
- Samuel Story, ammiraglio olandese (Maasbommel, n. 1752 - Cleves, † 1811)

## Anglisti(1)
- Samuel Pickering, anglista statunitense (Nashville, n. 1941)

## Animatori(1)
- Samuel Lord Black, animatore e doppiatore canadese (Windsor, n. 1962)

## Archeologi(1)
- Samuel Ball Platner, archeologo statunitense (Unionville, n. 1863 - † 1921)

## Architetti(3)
- Samuel Beazley, architetto, scrittore e drammaturgo inglese (Londra, n. 1786 - Tonbridge Castle, † 1851)
- Samuel Pepys Cockerell, architetto inglese (Londra, n. 1754 - † 1827)
- Samuel Wyatt, architetto e ingegnere britannico (n. 1737 - † 1807)

## Arcieri(1)
- Samuel Duvall, arciere statunitense (Liberty, n. 1836 - Liberty, † 1908)

## Arcivescovi cattolici(2)
- Samuel Joseph Aquila, arcivescovo cattolico statunitense (Burbank, n. 1950)
- Samuel Kleda, arcivescovo cattolico camerunese (Golompwi, n. 1959)

## Arcivescovi luterani(1)
- Samuel Troilius, arcivescovo luterano svedese (Stora Skedvi, n. 1706 - Uppsala, † 1764)

## Armatori(1)
- Samuel Cunard, armatore e imprenditore inglese (Halifax, n. 1787 - Londra, † 1865)

## Arrampicatori(1)
- Sam Watson, arrampicatore statunitense (Southlake, n. 2006)

## Artisti(4)
- Lamorna Birch, artista britannico (n. 1869 - † 1955)
- Samuel Montealegre, artista colombiano (Girardot, n. 1940)
- Samuel Rayner, artista inglese (Colnbrook, n. 1806 - † 1897)
- Samuel Tickell, artista e ornitologo britannico (Cuttack, n. 1811 - Cheltenham, † 1875)

## Artisti marziali misti(3)
- Sam Alvey, artista marziale misto statunitense (Waterford, n. 1986)
- Jimi Manuwa, artista marziale misto nigeriano (Sacramento, n. 1980)
- Samuel Radley, artista marziale misto britannico

## Assassini seriali(1)
- Samuel Little, serial killer statunitense (Reynolds, n. 1940 - Contea di Los Angeles, † 2020)

## Astisti(1)
- Sam Kendricks, astista statunitense (Oceanside, n. 1992)

## Astronauti(1)
- Samuel Durrance, astronauta e astrofisico statunitense (Tallahassee, n. 1943 - Viera, † 2023)

## Astronomi(2)
- Samuel Pierpont Langley, astronomo, inventore e pioniere dell'aviazione statunitense (Roxbury, n. 1834 - Aiken, † 1906)
- Heinrich Schwabe, astronomo tedesco (Dessau, n. 1789 - Dessau, † 1875)

## Atleti paralimpici(1)
- Sam Grewe, atleta paralimpico statunitense (Goshen, n. 1998)

## Attori(37)
- Samuel Anderson, attore britannico (Birmingham, n. 1982)
- Samuel Barnett, attore britannico (Whitby, n. 1980)
- Sam Bottoms, attore e produttore cinematografico statunitense (Santa Barbara, n. 1955 - Los Angeles, † 2008)
- Sam Claflin, attore britannico (Ipswich, n. 1986)
- Laird Cregar, attore statunitense (Filadelfia, n. 1913 - Los Angeles, † 1944)
- Sam Elliott, attore statunitense (Sacramento, n. 1944)
- Tom Ewell, attore statunitense (Owensboro, n. 1909 - Los Angeles, † 1994)
- Sam Flint, attore statunitense (Contea di Gwinnett, n. 1882 - Woodland Hills, † 1980)
- Lloyd Haynes, attore statunitense (South Bend, n. 1934 - Coronado, † 1986)
- Samuel S. Hinds, attore statunitense (Brooklyn, n. 1875 - Pasadena, † 1948)
- Dennis Hoey, attore britannico (Londra, n. 1893 - Palm Beach, † 1960)
- Samuel L. Jackson, attore e produttore cinematografico statunitense (Washington, n. 1948)
- Sam Jaeger, attore, sceneggiatore e regista statunitense (Perrysburg, n. 1977)
- Sam Jones III, attore statunitense (Boston, n. 1983)
- Sam J. Jones, attore e ex modello statunitense (Chicago, n. 1954)
- Samuel Joslin, attore britannico (Londra, n. 2002)
- Samuel Koch, attore tedesco (Neuwied, n. 1987)
- Samuel Labarthe, attore e doppiatore svizzero (Ginevra, n. 1962)
- Samuel Le Bihan, attore francese (Avranches, n. 1965)
- Samm Levine, attore statunitense (Park Ridge, n. 1982)
- Sam Lloyd, attore, musicista e cantante statunitense (Weston, n. 1963 - Los Angeles, † 2020)
- Sam Menning, attore e fotografo statunitense (n. 1925 - Burbank, † 2010)
- Zero Mostel, attore e cabarettista statunitense (New York, n. 1915 - Filadelfia, † 1977)
- Samuel Nascimento, attore e cantante brasiliano (Guarulhos, n. 1990)
- Sam Nivola, attore inglese (Londra, n. 2003)
- Samuel Page, attore statunitense (Whitefish Bay, n. 1976)
- Sam Riley, attore britannico (Leeds, n. 1980)
- Sam Rockwell, attore statunitense (Daly City, n. 1968)
- Samuel Roukin, attore britannico (Southport, n. 1980)
- Samuel Streiff, attore svizzero (Zugo, n. 1975)
- Sam Waterston, attore statunitense (Cambridge, n. 1940)
- Nick Wechsler, attore statunitense (Albuquerque, n. 1978)
- Samuel West, attore britannico (Londra, n. 1966)
- Sammy Williams, attore, cantante e ballerino statunitense (Trenton, n. 1948 - Los Angeles, † 2018)
- Sam Witwer, attore, doppiatore e musicista statunitense (Glenview, n. 1977)
- Sam Worthington, attore australiano (Godalming, n. 1976)
- Samuel E. Wright, attore e doppiatore statunitense (Camden, n. 1946 - Walden, † 2021)

## Attori pornografici(1)
- Samuel Colt, attore pornografico statunitense (Salem, n. 1973)

## Attori teatrali(2)
- Samuel Foote, attore teatrale, drammaturgo e impresario teatrale britannico (Truro, n. 1720 - Dover, † 1777)
- Samuel Phelps, attore teatrale, regista e direttore teatrale inglese (Devenport, n. 1804 - Coopersale, † 1878)

## Avvocati(5)
- Samuel Blodgett, avvocato e imprenditore statunitense (Woburn, n. 1724 - Manchester, † 1807)
- Samuel Maverick, avvocato statunitense (Pendleton, n. 1803 - San Antonio, † 1870)
- Samuel Parsons Scott, avvocato, banchiere e traduttore statunitense (Hillsboro, n. 1846 - † 1929)
- Samuel Pisar, avvocato, scrittore e diplomatico statunitense (Białystok, n. 1929 - New York, † 2015)
- Samuel Untermyer, avvocato statunitense (Lynchburg, n. 1858 - Palm Springs, † 1940)

## Bassi(1)
- Samuel Ramey, basso statunitense (Colby, n. 1942)

## Bibliografi(1)
- Samuel Leigh Sotheby, bibliografo britannico (Londra, n. 1805 - Buckfastleigh, † 1861)

## Biblisti(2)
- Samuel Bochart, biblista, antiquario e umanista francese (Rouen, n. 1599 - Caen, † 1667)
- Samuel G.F. Brandon, biblista e presbitero britannico (Portsmouth, n. 1907 - † 1971)

## Bobbisti(1)
- Samuel McGuffie, bobbista, giocatore di football americano e rugbista a 15 statunitense (Houston, n. 1989)

## Botanici(3)
- Samuel Gottlieb Gmelin, botanico, ornitologo e esploratore tedesco (Tubinga, n. 1744 - Derbent, † 1774)
- Samuel Frederick Gray, botanico britannico (Londra, n. 1766 - Chelsea, † 1828)
- Samuel Elisée von Bridel-Brideri, botanico svizzero (Crassier, n. 1761 - Gotha, † 1828)

## Canoisti(1)
- Samuel Hernanz, canoista spagnolo (Tarbes, n. 1986)

## Canottieri(1)
- Samuel Nunn, canottiere britannico (n. 1996)

## Cantanti(8)
- Sam Cooke, cantante, compositore e produttore discografico statunitense (Clarksdale, n. 1931 - Los Angeles, † 1964)
- Sammy Davis Jr., cantante, ballerino e attore statunitense (New York, n. 1925 - Beverly Hills, † 1990)
- Samuel Larsen, cantante e attore statunitense (Los Angeles, n. 1991)
- Tim McGraw, cantante, attore e produttore discografico statunitense (Delhi, n. 1967)
- Sam Moore, cantante, musicista e ballerino statunitense (Miami, n. 1935 - Coral Gables, † 2025)
- Sam Sparro, cantante, compositore e produttore discografico australiano (Sydney, n. 1982)
- Sam Tsui, cantante statunitense (Blue Bell, n. 1989)
- Tony Williams, cantante statunitense (Elizabeth, n. 1928 - New York, † 1992)

## Cantautori(7)
- Iron & Wine, cantautore statunitense (Columbia, n. 1974)
- Sam Fender, cantautore britannico (North Shields, n. 1994)
- Steve Forbert, cantautore e musicista statunitense (Meridian, n. 1954)
- Sammy Kershaw, cantautore statunitense (Kaplan, n. 1958)
- SG Lewis, cantautore, disc jockey e musicista britannico (Reading, n. 1994)
- Samuel, cantautore italiano (Torino, n. 1972)
- Sam Smith, cantautore britannico (Londra, n. 1992)

## Cardinali(1)
- Samuel Alphonsius Stritch, cardinale e arcivescovo cattolico statunitense (Nashville, n. 1887 - Roma, † 1958)

## Cardiologi(1)
- Samuel Albert Levine, cardiologo statunitense (Łomża, n. 1891 - Newton, † 1966)

## Cestisti(48)
- Sam Balter, cestista e allenatore di pallacanestro statunitense (Detroit, n. 1909 - Los Angeles, † 1998)
- Sammy Betancourt, ex cestista portoricano (San Juan, n. 1944)
- Sam Bowie, ex cestista statunitense (Lebanon, n. 1961)
- Samuel Campis, ex cestista messicano (Città del Messico, n. 1948)
- Sam Cash, ex cestista statunitense (n. 1950)
- Sam Clancy, ex cestista e allenatore di pallacanestro statunitense (Pittsburgh, n. 1980)
- Duane Cooper, ex cestista statunitense (Benton Harbor, n. 1969)
- Samuel Dalembert, ex cestista haitiano (Port-au-Prince, n. 1981)
- Samuel Deguara, cestista maltese (Pietà, n. 1991)
- Sam Dekker, cestista statunitense (Sheboygan, n. 1994)
- Sam Dower, ex cestista statunitense (Brooklyn Park, n. 1990)
- Dave Fedor, ex cestista statunitense (n. 1940)
- Samme Givens, cestista statunitense (Filadelfia, n. 1989)
- Sam Griesel, cestista tedesco (Lincoln, n. 2000)
- Samuel Haanpää, ex cestista finlandese (Kerava, n. 1986)
- P.J. Hairston, ex cestista statunitense (Greensboro, n. 1992)
- Sam Hauser, cestista statunitense (Green Bay, n. 1997)
- Sam Hines, ex cestista statunitense (Washington, n. 1970)
- Sam Hoskin, ex cestista statunitense (Detroit, n. 1979)
- Sam Jacobson, ex cestista statunitense (Cottage Grove, n. 1975)
- Sam Jones, cestista e allenatore di pallacanestro statunitense (Wilmington, n. 1933 - † 2021)
- Sam Jones, ex cestista e allenatore di pallacanestro statunitense (n. 1978)
- Sam Lacey, cestista statunitense (Indianola, n. 1948 - Kansas City, † 2014)
- Sammy Little, ex cestista e allenatore di pallacanestro statunitense (n. 1946)
- Sam Mackinnon, ex cestista australiano (Melbourne, n. 1976)
- Sam McDaniel, cestista australiano (Hobart, n. 1995)
- Sammy Mejía, ex cestista statunitense (Bronx, n. 1983)
- Sam Mennenga, cestista neozelandese (Auckland, n. 2001)
- Sam Merrill, cestista statunitense (Salt Lake City, n. 1996)
- Sam Mitchell, ex cestista e allenatore di pallacanestro statunitense (Columbus, n. 1963)
- Samuel Oliva, cestista argentino (Goya, n. 1942 - Buenos Aires, † 2015)
- Sam Pellom, ex cestista statunitense (Wilmington, n. 1951)
- Sam Perkins, ex cestista e allenatore di pallacanestro statunitense (Brooklyn, n. 1961)
- Samuel Puente, ex cestista e allenatore di pallacanestro spagnolo (Madrid, n. 1956)
- Sam Ranzino, cestista statunitense (Gary, n. 1928 - Winnabow, † 1994)
- Sam Robinson, ex cestista statunitense (Los Angeles, n. 1948)
- Sam Shepherd, ex cestista statunitense (La Grange, n. 1953)
- Sam Singer, ex cestista statunitense (Miami, n. 1995)
- Sam Stith, ex cestista statunitense (Greenville County, n. 1937)
- Sam Timmins, cestista neozelandese (Dunedin, n. 1997)
- Sam Waardenburg, cestista neozelandese (Auckland, n. 1999)
- Sam Watts, ex cestista statunitense (n. 1948)
- Sam Willard, ex cestista statunitense (Pierre, n. 1988)
- Sam Williams, ex cestista statunitense (Detroit, n. 1945)
- Sam Williams, ex cestista statunitense (Los Angeles, n. 1959)
- Tony Woods, cestista statunitense (Rome, n. 1990)
- Sam Worthen, ex cestista e allenatore di pallacanestro statunitense (Brooklyn, n. 1958)
- Sam Young, ex cestista statunitense (Washington, n. 1985)

## Chirurghi(2)
- Samuel David Gross, chirurgo statunitense (Easton, n. 1805 - Filadelfia, † 1884)
- Samuel Washington Woodhouse, chirurgo, esploratore e naturalista statunitense (n. 1821 - † 1904)

## Ciclisti su strada(3)
- Samuel Dumoulin, ex ciclista su strada e dirigente sportivo francese (Vénissieux, n. 1980)
- Samuel Sánchez, ex ciclista su strada spagnolo (Oviedo, n. 1978)
- Samuel Watson, ciclista su strada e pistard britannico (Leeds, n. 2001)

## Combinatisti nordici(1)
- Samuel Costa, ex combinatista nordico italiano (Bolzano, n. 1992)

## Comici(2)
- Sam Hyde, comico statunitense (Fall River, n. 1985)
- Sam Kinison, comico, cabarettista e attore statunitense (Yakima, n. 1953 - Needles, † 1992)

## Compositori(10)
- Samuel Adler, compositore e direttore d'orchestra statunitense (Mannheim, n. 1928)
- Samuel Arnold, compositore, organista e musicologo inglese (Londra, n. 1740 - Londra, † 1802)
- Samuel Barber, compositore statunitense (West Chester, n. 1910 - New York, † 1981)
- Samuel Coleridge-Taylor, compositore e direttore d'orchestra britannico (Holborn, n. 1875 - Croydon, † 1912)
- Sammy Fain, compositore statunitense (New York, n. 1902 - Los Angeles, † 1989)
- Samuel Lover, compositore, scrittore e artista irlandese (Dublino, n. 1797 - † 1868)
- Buck Ram, compositore, paroliere e produttore discografico statunitense (Chicago, n. 1907 - Las Vegas, † 1991)
- Samuel Scheidt, compositore e organista tedesco (Halle, n. 1587 - Halle, † 1654)
- Samuel Parkman Tuckerman, compositore statunitense (Boston, n. 1819 - Newport, † 1890)
- Samuel Webbe, compositore e organista inglese (Mahón, n. 1740 - Londra, † 1816)

## Contrabbassisti(1)
- Sam Jones, contrabbassista e compositore statunitense (Jacksonville, n. 1924 - New York, † 1981)

## Criminali(2)
- Samuel Byck, criminale statunitense (Filadelfia, n. 1930 - Baltimora, † 1974)
- Sam Shockley, criminale statunitense (Arkansas City, n. 1909 - carcere di San Quintino, † 1948)

## Critici letterari(1)
- Samuel Johnson, critico letterario, poeta e saggista britannico (Lichfield, n. 1709 - Londra, † 1784)

## Danzatori(1)
- Samuel Peron, ballerino e personaggio televisivo italiano (Marostica, n. 1982)

## Diplomatici(1)
- Samuel Morland, diplomatico, inventore e crittologo inglese (Sulhamstead Bannister, n. 1625 - Hammersmith, † 1695)

## Dirigenti d'azienda(1)
- Samuel J. Palmisano, dirigente d'azienda e musicista statunitense (Baltimora, n. 1951)

## Dirigenti sportivi(2)
- Samuel Eto'o, dirigente sportivo e ex calciatore camerunese (Douala, n. 1981)
- Samuel Knutzen, dirigente sportivo e calciatore norvegese (n. 1892 - † 1975)

## Disc jockey(1)
- DJ Sammy, disc jockey spagnolo (Palma di Maiorca, n. 1969)

## Discoboli(1)
- Sam Mattis, discobolo statunitense (New York, n. 1994)

## Doppiatori(2)
- Sam Riegel, doppiatore e scrittore statunitense (Washington, n. 1976)
- Sam Vincent, doppiatore canadese (North Vancouver, n. 1971)

## Drammaturghi(8)
- Samuel Beckett, drammaturgo, scrittore e poeta irlandese (Dublino, n. 1906 - Parigi, † 1989)
- S. N. Behrman, commediografo, scrittore e giornalista statunitense (Worcester, n. 1893 - New York, † 1973)
- Samuel D. Hunter, drammaturgo e sceneggiatore statunitense (Moscow, n. 1981)
- Samuel Johnson, drammaturgo inglese (Cheshire, n. 1691 - Gawsworth, † 1773)
- Sam Shepard, drammaturgo, attore e sceneggiatore statunitense (Fort Sheridan, n. 1943 - Midway, † 2017)
- Samuel Shipman, commediografo statunitense (n. 1881 - New York, † 1937)
- Samuel Spewack, drammaturgo, librettista e sceneggiatore russo (Bachmut, n. 1899 - New York, † 1971)
- Samuel A. Taylor, commediografo e sceneggiatore statunitense (Chicago, n. 1912 - Blue Hill, † 2000)

## Economisti(3)
- Samuel Bailey, economista e filosofo britannico (Sheffield, n. 1791 - † 1870)
- Samuel Bowles, economista statunitense (New Haven, n. 1939)
- Samuel Edward Konkin III, economista statunitense (n. 1947 - Los Angeles, † 2004)

## Editori(3)
- Samuel Fischer, editore austro-ungarico (Liptószentmiklós, n. 1859 - Berlino, † 1934)
- S. S. McClure, editore, curatore editoriale e giornalista irlandese (Contea di Antrim, n. 1857 - New York, † 1949)
- Samuel Ringgold Ward, editore statunitense (n. 1817)

## Educatori(1)
- Samuel Wilderspin, educatore britannico (n. 1791 - Londra, † 1866)

## Entomologi(1)
- Samuel Hubbard Scudder, entomologo e paleontologo statunitense (Boston, n. 1837 - † 1911)

## Esploratori(3)
- Samuel Baker, esploratore britannico (Londra, n. 1821 - Sandford Orleigh, † 1893)
- Samuel Hearne, esploratore britannico (Londra, n. 1745 - Londra, † 1792)
- Samuel de Champlain, esploratore, cartografo e scrittore francese (Hiers-Brouage, n. 1567 - Québec, † 1635)

## Filologi(1)
- Samuel Musgrave, filologo classico e medico inglese (Washfield, n. 1732 - Londra, † 1780)

## Filosofi(3)
- Samuel Alexander, filosofo australiano (Sydney, n. 1859 - Manchester, † 1938)
- Samuel Clarke, filosofo inglese (Norwich, n. 1675 - Londra, † 1729)
- Sam Harris, filosofo, saggista e neuroscienziato statunitense (Los Angeles, n. 1967)

## Fisici(6)
- Samuel Jackson Barnett, fisico statunitense (Woodson County, n. 1873 - Pasadena, † 1956)
- Samuel Cohen, fisico statunitense (Brooklyn, n. 1921 - Los Angeles, † 2010)
- Samuel Frederick Edwards, fisico gallese (Swansea, n. 1928 - Cambridge, † 2015)
- Samuel Abraham Goudsmit, fisico olandese (L'Aia, n. 1902 - Reno, † 1978)
- Samuel Chao Chung Ting, fisico statunitense (Ann Arbor, n. 1936)
- Samuel Tolansky, fisico britannico (Newcastle upon Tyne, n. 1907 - † 1973)

## Fisiologi(1)
- Samuel James Meltzer, fisiologo statunitense (n. 1851 - New York, † 1920)

## Fondisti(1)
- Samuel Ikpefan, fondista francese (Annemasse, n. 1991)

## Fotoreporter(1)
- Samuel Aranda, fotoreporter spagnolo (Santa Coloma de Gramenet, n. 1979)

## Fumettisti(1)
- Samuel Marolla, fumettista italiano (Milano, n. 1975)

## Generali(7)
- Samuel Auchmuty, generale britannico (New York, n. 1756 - Dublino, † 1822)
- Sam Browne, generale britannico (Barrackpur, n. 1824 - Ryde, † 1901)
- Samuel Cooper, generale statunitense (Wappinger, n. 1798 - Cameron, † 1876)
- Samuel Ryan Curtis, generale statunitense (Champlain, n. 1805 - Council Bluffs, † 1866)
- Samuel P. Heintzelman, generale statunitense (Manheim, n. 1805 - Washington, † 1880)
- Sam Houston, generale e politico statunitense (Lexington, n. 1793 - Huntsville, † 1863)
- Samuel Davis Sturgis, generale statunitense (Shippensburg, n. 1822 - Saint Paul, † 1889)

## Geologi(1)
- Samuel Warren Carey, geologo australiano (Campbelltown, n. 1911 - Hobart, † 2002)

## Ginecologi(1)
- Samuel Kristeller, ginecologo tedesco (Xions, n. 1820 - Berlino, † 1900)

## Ginnasti(3)
- Sam Hodgetts, ginnasta britannico (Birmingham, n. 1877 - Birmingham, † 1944)
- Sam Mikulak, ginnasta statunitense (Newport Beach, n. 1992)
- Samuel Roche, ginnasta francese

## Giocatori di baseball(4)
- Samuel Aldegheri, giocatore di baseball italiano (Verona, n. 2001)
- Sam Crawford, giocatore di baseball statunitense (Wahoo, n. 1880 - Hollywood, † 1968)
- Sam Dyson, giocatore di baseball statunitense (Tampa, n. 1988)
- Sammy Sosa, ex giocatore di baseball dominicano (San Pedro de Macorís, n. 1968)

## Giocatori di football americano(29)
- Sam Acho, giocatore di football americano statunitense (Dallas, n. 1988)
- Sam Adams, ex giocatore di football americano statunitense (Houston, n. 1973)
- Sam Adkins, ex giocatore di football americano statunitense (Van Nuys, n. 1955)
- Sam Baker, giocatore di football americano statunitense (Tustin, n. 1985)
- Sam Barrington, giocatore di football americano statunitense (Jacksonville, n. 1990)
- Sammy Baugh, giocatore di football americano statunitense (Temple, n. 1914 - Rotan, † 2008)
- Sam Bradford, giocatore di football americano statunitense (Oklahoma City, n. 1987)
- Samuel Cosmi, giocatore di football americano statunitense (Humble, n. 1999)
- Sam Darnold, giocatore di football americano statunitense (Dana Point, n. 1997)
- Sam Davis, giocatore di football americano statunitense (Ocilla, n. 1944 - McKeesport, † 2019)
- Sam Ehlinger, giocatore di football americano statunitense (Austin, n. 1998)
- Sammy Garza, ex giocatore di football americano statunitense (n. 1965)
- Sammy Green, ex giocatore di football americano statunitense (Bradenton, n. 1954)
- Sam Havrilak, ex giocatore di football americano statunitense (Monessen, n. 1947)
- Samuel Kargel, giocatore di football americano tedesco (n. 1996)
- Sam Koch, ex giocatore di football americano statunitense (York, n. 1982)
- Sam LaPorta, giocatore di football americano statunitense (Highland, n. 2001)
- Sam McCullum, ex giocatore di football americano statunitense (McComb, n. 1952)
- Sam Mills, giocatore di football americano statunitense (Neptune City, n. 1959 - Charlotte, † 2005)
- Sammy Morris, ex giocatore di football americano e allenatore di football americano inglese (Oxford, n. 1977)
- Samuel Norca, giocatore di football americano francese
- Warren Rabb, ex giocatore di football americano statunitense (Baton Rouge, n. 1937)
- Sam Roberts, giocatore di football americano statunitense (Waynesville, n. 1998)
- Sam Shields, giocatore di football americano statunitense (Sarasota, n. 1987)
- Sam Sloman, giocatore di football americano statunitense (n. 1997)
- Sam Webb, giocatore di football americano statunitense (Excelsior Springs, n. 1998)
- Sam Williams, giocatore di football americano statunitense (Mobile, n. 1999)
- Samuel Womack, giocatore di football americano statunitense (Detroit, n. 1999)
- Sam Wyche, giocatore di football americano e allenatore di football americano statunitense (Atlanta, n. 1945 - Pickens, † 2020)

## Giornalisti(4)
- Samuel Cornish, giornalista statunitense (contea di Sussex, n. 1795 - Brooklyn, † 1858)
- Samuel Merwin, giornalista, scrittore e commediografo statunitense (Evanston, n. 1874 - New York, † 1936)
- Samuel F. Tappan, giornalista e militare statunitense (Manchester-by-the-Sea, n. 1831 - † 1913)
- Jared Taylor, giornalista e attivista statunitense (Kobe, n. 1951)

## Giuristi(9)
- Samuel Alito, giurista statunitense (Trenton, n. 1950)
- Samuel von Brukenthal, giurista austriaco (Nocrich, n. 1721 - Sibiu, † 1803)
- Samuel von Cocceji, giurista tedesco (Heidelberg, n. 1679 - Berlino, † 1755)
- Samuel Marshall, giurista britannico († 1823)
- Samuel von Pufendorf, giurista e filosofo tedesco (Dorfchemnitz, n. 1632 - Berlino, † 1694)
- Samuel Ricard, giurista francese (n. 1637 - Amsterdam, † 1717)
- Samuel Stonehouse, giurista britannico
- Samuel Stryk, giurista tedesco (Lenzen, n. 1640 - Halle, † 1710)
- Samuel Warren, giurista e avvocato statunitense (Boston, n. 1852 - Dedham, † 1910)

## Guerriglieri(1)
- Samuel Maharero, guerrigliero namibiano (n. 1856 - † 1923)

## Hockeisti su ghiaccio(1)
- Samuel Påhlsson, ex hockeista su ghiaccio svedese (Ånge, n. 1977)

## Hockeisti su pista(1)
- Samuel Amato, hockeista su pista argentino (Cuyo, n. 1984)

## Imprenditori(10)
- Samuel Prescott Bush, imprenditore statunitense (Brick Church, n. 1863 - Columbus, † 1948)
- Samuel Courtauld, imprenditore e collezionista d'arte britannico (Braintree, n. 1876 - Londra, † 1947)
- Samuel Cummings, imprenditore statunitense (Filadelfia, n. 1927 - Monte Carlo, † 1998)
- Samuel Henry Kress, imprenditore, collezionista d'arte e mecenate statunitense (Cherryville, n. 1863 - New York, † 1955)
- Sam Matekane, imprenditore e politico lesothiano (Mantšonyane, n. 1958)
- Sam Muchnick, imprenditore statunitense (n. 1905 - Saint Louis, † 1998)
- Samuel Irving Newhouse, imprenditore statunitense (New York, n. 1927 - New York, † 2017)
- Samuel Robson Walton, imprenditore statunitense (Tulsa, n. 1944)
- Sam Walton, imprenditore statunitense (Kingfisher, n. 1918 - Little Rock, † 1992)
- Sam Zell, imprenditore statunitense (Chicago, n. 1941 - † 2023)

## Impresari teatrali(1)
- Samuel Roxy Rothafel, impresario teatrale e compositore statunitense (Stillwater, n. 1882 - New York, † 1936)

## Incisori(3)
- Samuel Alken, incisore inglese (Londra, n. 1756 - Londra, † 1815)
- Samuel e Nathaniel Buck, incisore britannico (Yorkshire, n. 1696 - Londra, † 1779)
- Samuel Cousins, incisore inglese (Exeter, n. 1801 - Londra, † 1887)

## Informatici(1)
- Sam Altman, informatico, imprenditore e dirigente d'azienda statunitense (Chicago, n. 1985)

## Ingegneri(7)
- Samuel Bentham, ingegnere inglese (Londra, n. 1757 - Londra, † 1831)
- Samuel Brinton, ingegnere e attivista statunitense (Perry, n. 1988)
- Samuel Clegg, ingegnere britannico (Manchester, n. 1781 - Haverstock Hill, † 1861)
- Ted Dabney, ingegnere elettrotecnico statunitense (San Francisco, n. 1937 - Los Angeles, † 2018)
- Samuel Eyde, ingegnere e imprenditore norvegese (Arendal, n. 1854 - † 1940)
- Sam Michael, ingegnere, dirigente sportivo e progettista australiano (n. 1971)
- Camillo Olivetti, ingegnere e imprenditore italiano (Ivrea, n. 1868 - Biella, † 1943)

## Inventori(5)
- Samuel Birley Rowbotham, inventore e scrittore britannico (Londra, n. 1816 - Londra, † 1884)
- Samuel Colt, inventore e imprenditore statunitense (Hartford, n. 1814 - Hartford, † 1862)
- Samuel Crompton, inventore britannico (Firwood, n. 1753 - Bolton, † 1827)
- Samuel Ruben, inventore e imprenditore statunitense (Harrison, n. 1900 - Milwaukie, † 1988)
- Samuel Taylor, inventore inglese († 1811)

## Linguisti(1)
- Samuel Czambel, linguista e traduttore slovacco (Slovenská Ľupča, n. 1856 - Csillaghegy, † 1909)

## Lottatori(3)
- Samuel Filler, lottatore statunitense
- Samuel Henson, ex lottatore statunitense (Saint Louis, n. 1971)
- Samuel Scherrer, lottatore svizzero (Willisau, n. 1997)

## Magistrati(1)
- Samuel Freeman Miller, giudice, avvocato e medico statunitense (Richmond, n. 1816 - † 1890)

## Maratoneti(4)
- Sam Ferris, maratoneta britannico (Dromore, n. 1900 - Torquay, † 1980)
- Samuel Kosgei, maratoneta keniota (n. 1986 - Kapsabet, † 2023)
- Sammy Mellor, maratoneta statunitense (Yonkers, n. 1880 - † 1948)
- Samuel Wanjiru, maratoneta keniota (Nyahururu, n. 1986 - Nyahururu, † 2011)

## Marciatori(1)
- Samuel Gathimba, marciatore keniota (n. 1987)

## Matematici(3)
- Samuel Earnshaw, matematico, fisico e religioso inglese (Sheffield, n. 1805 - Sheffield, † 1888)
- Samuel Eilenberg, matematico polacco (Varsavia, n. 1913 - New York, † 1998)
- Samuel Marolois, matematico e ingegnere olandese (Repubblica delle Sette Province Unite, n. 1572 - L'Aia, † 1627)

## Medici(10)
- Samuel Collins, medico e saggista inglese (n. 1619 - † 1670)
- Samuel W. Crawford, medico e generale statunitense (Contea di Franklin, n. 1829 - Filadelfia, † 1892)
- Samuel Garth, medico e poeta inglese (Bolam, n. 1661 - † 1719)
- Samuel Gee, medico britannico (Londra, n. 1839 - Keswick, † 1911)
- Samuel Latham Mitchill, medico, naturalista e politico statunitense (Hempstead, n. 1764 - New York, † 1831)
- Samuel Mudd, medico statunitense (contea di Charles, n. 1833 - Waldorf, † 1883)
- Samuel-Auguste Tissot, medico svizzero (Grancy, n. 1728 - Losanna, † 1797)
- Samuel Wilks, medico e biografo britannico (Camberwell, n. 1824 - Hampstead, † 1911)
- Samuel Zopfy, medico svizzero (Schwanden, n. 1804 - Schwanden, † 1890)
- Samuel Thomas von Sömmerring, medico, anatomista e antropologo tedesco (Toruń, n. 1755 - Francoforte sul Meno, † 1830)

## Mercanti(2)
- Samuel Pallache, mercante, diplomatico e pirata marocchino (Fès - L'Aia, † 1616)
- Samuel Ryder, mercante britannico (Walton-le-Dale, n. 1858 - Londra, † 1936)

## Mezzofondisti(8)
- Samuel Chapple, mezzofondista olandese (n. 1998)
- Samuel Kibet, mezzofondista ugandese (n. 2001)
- Samuel Kiprono Chelanga, mezzofondista e maratoneta keniota (n. 1985)
- Samuel Otieno, ex mezzofondista e maratoneta keniota (n. 1973)
- Samuel Prakel, mezzofondista statunitense (n. 1994)
- Samuel Tefera, mezzofondista etiope (n. 1999)
- Samuel Tsegay, mezzofondista e maratoneta eritreo (n. 1988)
- Samuel Barata, mezzofondista e maratoneta portoghese (Covilhã, n. 1993)

## Militari(4)
- Sam Falle, ufficiale e diplomatico inglese (n. 1919 - † 2014)
- Samuel Kinkead, militare e aviatore sudafricano (Johannesburg, n. 1897 - Calshot, † 1928)
- Sam Steele, militare canadese (n. 1849 - † 1919)
- Samuel Wassall, militare britannico (Birmingham, n. 1856 - Barrow-in-Furness, † 1927)

## Missionari(2)
- Samuel Ajayi Crowther, missionario, vescovo anglicano e linguista nigeriano (Osogun, n. 1809 - Lagos, † 1891)
- Samuel Fritz, missionario e cartografo ceco (Trutnov, n. 1654 - Jeberos, † 1725)

## Mountain biker(2)
- Samuel Gaze, mountain biker e ciclista su strada neozelandese (Tokoroa, n. 1995)
- Samuel Hill, mountain biker australiano (Parkerville, n. 1985)

## Musicisti(1)
- Magic Sam, musicista e cantante statunitense (Grenada, n. 1937 - Chicago, † 1969)

## Naturalisti(1)
- Samuel Garman, naturalista e zoologo statunitense (Contea di Indiana, n. 1843 - Plymouth, † 1927)

## Navigatori(2)
- Samuel Argall, navigatore inglese (n. 1580 - † 1626)
- Samuel Wallis, navigatore inglese (Camelford, n. 1728 - Londra, † 1795)

## Neurologi(1)
- Samuel Alexander Kinnier Wilson, neurologo britannico (Cedarville, n. 1878 - Londra, † 1937)

## Nobili(2)
- Samuel Masham, 1º Barone Masham, nobiluomo inglese (Otes in High Laver - † 1758)
- Samuel Vestey, III barone Vestey, nobile e filantropo inglese (n. 1941 - † 2021)

## Nuotatori(4)
- Samuel Kahanamoku, nuotatore statunitense (Honolulu, n. 1902 - Honolulu, † 1966)
- Samuel Pizzetti, ex nuotatore italiano (Codogno, n. 1986)
- Samuel Short, nuotatore australiano (Albany Creek, n. 2003)
- Sam Williamson, nuotatore australiano (Mount Waverley, n. 1997)

## Organisti(3)
- Samuel Anton Bach, organista tedesco (Meiningen, n. 1713 - Meiningen, † 1781)
- Samuel Wesley, organista, compositore e direttore di coro inglese (Bristol, n. 1766 - Londra, † 1837)
- Samuel Sebastian Wesley, organista e compositore inglese (Londra, n. 1810 - Gloucester, † 1876)

## Orientalisti(2)
- Samuel Biarnay, orientalista francese (Saint-Laurent-du-Cros, n. 1879 - Fès, † 1918)
- Samuel Miklos Stern, orientalista ungherese (Tab, n. 1920 - † 1969)

## Orologiai(1)
- Samuel Knibb, orologiaio britannico (n. 1625 - † 1674)

## Ostacolisti(1)
- Samuel Matete, ex ostacolista zambiano (Chingola, n. 1968)

## Paleontologi(1)
- Samuel Paul Welles, paleontologo statunitense (n. 1907 - † 1997)

## Pallamanisti(1)
- Samuel Honrubia, ex pallamanista francese (Béziers, n. 1986)

## Pallanuotisti(4)
- Sam Greller, pallanuotista statunitense (Chicago, n. 1905 - Chicago, † 1972)
- Sam Kooistra, pallanuotista statunitense (Chicago, n. 1935 - Oak Lawn, † 2010)
- Sammy Moore, pallanuotista irlandese (Belfast, n. 1900 - Belfast, † 1989)
- Samuel Schemberg, pallanuotista brasiliano (Rio de Janeiro, n. 1925 - Rio de Janeiro, † 2005)

## Pallavolisti(4)
- Samuel Fuchs, pallavolista brasiliano (Curitiba, n. 1984)
- Samuel Holt, pallavolista statunitense (Cincinnati, n. 1993)
- Samuel Tuia, pallavolista francese (Matāʻutu, n. 1986)
- Samuel Walker, pallavolista australiano (Bangkok, n. 1995)

## Parolieri(1)
- Sammy Cahn, paroliere e musicista statunitense (New York, n. 1913 - Los Angeles, † 1993)

## Pastori protestanti(4)
- Samuel Ampzing, pastore protestante e poeta olandese (Haarlem, n. 1590 - Haarlem, † 1632)
- Samuel Kobia, pastore protestante e teologo keniano (n. 1947)
- Samuel Parris, pastore protestante inglese (Londra, n. 1653 - Sudbury, † 1720)
- Samuel Samoslav Vanko, pastore protestante e scrittore slovacco (Banská Bystrica, n. 1811 - Vienna, † 1854)

## Patrioti(1)
- Samuel Prescott, patriota statunitense (n. 1751 - † 1777)

## Pattinatori artistici su ghiaccio(1)
- Samuel Contesti, ex pattinatore artistico su ghiaccio francese (Le Havre, n. 1983)

## Pattinatori di short track(1)
- Samuel Girard, pattinatore di short track canadese (Ferland-et-Boilleau, n. 1996)

## Pedagogisti(1)
- Samuel Jurkovič, pedagogo e attivista slovacco (Brezová pod Bradlom, n. 1796 - Brezová pod Bradlom, † 1873)

## Pentatleti(1)
- Samuel Weale, pentatleta britannico (Yeovil, n. 1982)

## Pesisti(1)
- Glenn Hartranft, pesista e discobolo statunitense (Aberdeen, n. 1901 - San Diego, † 1970)

## Pianisti(1)
- Samuel Sanford, pianista e docente statunitense (Bridgeport, n. 1849 - New Haven, † 1910)

## Piloti automobilistici(4)
- Sam Hanks, pilota automobilistico statunitense (Columbus, n. 1914 - Pacific Palisades, † 1994)
- Sam Hornish, pilota automobilistico statunitense (Defiance, n. 1979)
- Sam Posey, ex pilota automobilistico e giornalista statunitense (New York, n. 1944)
- Sam Tingle, pilota automobilistico zimbabwese (Manchester, n. 1921 - Città del Capo, † 2008)

## Piloti motociclistici(4)
- Samuel Di Sora, pilota motociclistico francese (Bayonne, n. 2001)
- Sam Lowes, pilota motociclistico britannico (Lincoln, n. 1990)
- Sammy Miller, pilota motociclistico britannico (Belfast, n. 1933)
- Samuel Warren, pilota motociclistico inglese (Derby, n. 1982)

## Pirati(1)
- Samuel Bellamy, pirata britannico (Hittisleigh, n. 1689 - Wellfleet, † 1717)

## Pistard(2)
- Sam Bewley, ex pistard e ex ciclista su strada neozelandese (Rotorua, n. 1987)
- Samuel LaVoice, pistard statunitense (Syracuse, n. 1882 - Oriskany, † 1905)

## Pittori(15)
- Samuel James Ainsley, pittore e illustratore britannico (Londra, n. 1806 - † 1874)
- Samuel Bottschild, pittore tedesco (Sangerhausen, n. 1641 - Dresda, † 1707)
- Samuel Cooper, pittore inglese (Londra, n. 1609 - Londra, † 1672)
- Sam Francis, pittore statunitense (San Mateo, n. 1923 - † 1994)
- Seth Hoffman, pittore, incisore e insegnante statunitense (Filadelfia, n. 1895 - New York, † 1948)
- Samuel van Hoogstraten, pittore olandese (Dordrecht, n. 1627 - Dordrecht, † 1678)
- Samuel Jessurun de Mesquita, pittore e incisore olandese (Amsterdam, n. 1868 - Auschwitz, † 1944)
- Samuel Lancaster Gerry, pittore statunitense (Boston, n. 1813 - Roxbury, † 1891)
- Samuel Morse, pittore, inventore e storico statunitense (Charlestown, n. 1791 - New York, † 1872)
- Samuel Palmer, pittore britannico (Londra, n. 1805 - Redhill, † 1881)
- Samuel Peploe, pittore scozzese (Edimburgo, n. 1871 - Edimburgo, † 1935)
- Luke Fildes, pittore e illustratore inglese (Liverpool, n. 1843 - Londra, † 1927)
- Samuel Shelley, pittore e incisore britannico (Whitechapel, n. 1750 - Londra, † 1808)
- Samuel Lovett Waldo, pittore statunitense (Windham, n. 1783 - New York, † 1861)
- Samuel Waugh, pittore statunitense (Mercer, n. 1814 - Janesville, † 1885)

## Poeti(6)
- Samuel Taylor Coleridge, poeta, critico letterario e filosofo britannico (Ottery St Mary, n. 1772 - Highgate, † 1834)
- Samuel Daniel, poeta inglese (Taunton, n. 1562 - Beckington, † 1619)
- Samuel David Luzzatto, poeta, traduttore e bibliografo italiano (Trieste, n. 1800 - Padova, † 1865)
- Samuel di Spira, poeta e filosofo
- Samuel Usque, poeta e storico portoghese (Lisbona)
- Samuel Wesley, poeta e religioso britannico (Spitalfields, n. 1691 - Tiverton, † 1739)

## Politici(43)
- Samuel Adams, politico e filosofo statunitense (Boston, n. 1722 - Boston, † 1803)
- Samuel Bodman, politico, ingegnere e imprenditore statunitense (Chicago, n. 1938 - El Paso, † 2018)
- Samuel Brannan, politico e giornalista statunitense (Saco, n. 1819 - Escondido, † 1889)
- Breckinridge Long, politico, diplomatico e ambasciatore statunitense (Saint Louis, n. 1881 - Laurel, † 1958)
- Sam Brownback, politico e avvocato statunitense (Garnett, n. 1956)
- Samuel J. Crawford, politico statunitense (Contea di Lawrence, n. 1835 - Topeka, † 1913)
- Samuel Cutler Ward, politico statunitense (New York, n. 1814 - Napoli, † 1884)
- Samuel Devine, politico statunitense (South Bend, n. 1915 - Upper Arlington, † 1997)
- Samuel Dexter, politico statunitense (Boston, n. 1761 - Boston, † 1816)
- Samuel Kanyon Doe, politico e militare liberiano (Tuzon, n. 1951 - Monrovia, † 1990)
- Samuel Elbert, politico e generale statunitense (Savannah, n. 1740 - Contea di Chatham, † 1788)
- Sam Farr, politico statunitense (San Francisco, n. 1941)
- Sam Gejdenson, politico statunitense (Eschwege, n. 1948)
- Samuel Pearson Goddard Jr., politico statunitense (Clayton, n. 1919 - † 2006)
- Sam Graves, politico statunitense (Tarkio, n. 1963)
- Marvin Griffin, politico e generale statunitense (Bainbridge, n. 1907 - Tallahassee, † 1982)
- Sam Gyimah, politico britannico (Beaconsfield, n. 1976)
- Sam Hinds, politico e diplomatico guyanese (Mahaicony, n. 1943)
- Samuel Hoare, politico britannico (Londra, n. 1880 - Londra, † 1959)
- Samuel Dickinson Hubbard, politico statunitense (Middletown, n. 1799 - Middletown, † 1855)
- Samuel Huntington, politico statunitense (Windham, n. 1731 - Norwich, † 1796)
- Sam Johnson, politico e militare statunitense (San Antonio, n. 1930 - Plano, † 2020)
- Samuel Ward King, politico statunitense (Johnston, n. 1786 - Providence, † 1851)
- Sam Liccardo, politico statunitense (Saratoga, n. 1970)
- Samuel Medary, politico statunitense (contea di Montgomery, n. 1801 - Columbus, † 1864)
- Samuel B. Moore, politico statunitense (Beech Hill, n. 1789 - Carrollton, † 1846)
- Sam Nunn, politico e avvocato statunitense (Macon, n. 1938)
- Samuel Osgood, politico statunitense (Andover, n. 1748 - New York, † 1813)
- Samuel Pepys, politico e scrittore inglese (Londra, n. 1633 - Clapham, † 1703)
- Sam Rayburn, politico statunitense (Kingston, n. 1882 - Bonham, † 1961)
- Samuel Smith, politico e banchiere inglese (n. 1754 - † 1834)
- Samuel Schmid, politico svizzero (Rüti bei Büren, n. 1947)
- Tapley Seaton, politico nevisiano (Saint Kitts, n. 1950 - † 2023)
- Samuel Smith, politico statunitense (Carlisle, n. 1752 - Baltimora, † 1839)
- Samuel Lewis Southard, politico statunitense (Basking Ridge, n. 1787 - Fredericksburg, † 1842)
- Sam Tarry, politico britannico (Westminster, n. 1982)
- Samuel J. Tilden, politico e avvocato statunitense (New Lebanon, n. 1814 - Yonkers, † 1886)
- Samuel af Ugglas, politico svedese (Hedemora, n. 1750 - Stoccolma, † 1812)
- Samuel Rinnah Van Sant, politico statunitense (Rock Island, n. 1844 - Attica, † 1936)
- Samuel B. H. Vance, politico statunitense (Pennsylvania, n. 1814 - Douglaston, † 1890)
- Ernest Vandiver, politico e generale statunitense (Canon, n. 1918 - Lavonia, † 2005)
- Sam Webb, politico e attivista statunitense (Maine, n. 1945)
- Samuel Isperuszoon Wiselius, politico e scrittore olandese (Amsterdam, n. 1769 - Amsterdam, † 1845)

## Politologi(1)
- Samuel P. Huntington, politologo statunitense (New York, n. 1927 - Martha's Vineyard, † 2008)

## Predicatori(1)
- Samuel Eyles Pierce, predicatore e teologo inglese (Devonshire, n. 1746 - Clapham, † 1829)

## Presbiteri(1)
- Samuel Bolton, presbitero e teologo inglese (Londra, n. 1606 - Londra, † 1654)

## Produttori cinematografici(7)
- Samuel Z. Arkoff, produttore cinematografico statunitense (Fort Dodge, n. 1918 - Burbank, † 2001)
- Samuel Bischoff, produttore cinematografico statunitense (Hartford, n. 1890 - Los Angeles, † 1975)
- Samuel J. Briskin, produttore cinematografico russo (Riga, n. 1896 - Los Angeles, † 1968)
- Samuel Goldwyn Jr., produttore cinematografico statunitense (Los Angeles, n. 1926 - Los Angeles, † 2015)
- Samuel Goldwyn, produttore cinematografico polacco (Varsavia, n. 1882 - Los Angeles, † 1974)
- Samuel Hadida, produttore cinematografico marocchino (Casablanca, n. 1953 - Santa Monica, † 2018)
- Sam Warner, produttore cinematografico statunitense (Krasnosielc, n. 1887 - Los Angeles, † 1927)

## Produttori discografici(1)
- Sandy Pearlman, produttore discografico statunitense (Rockaway, n. 1943 - Marin County, † 2016)

## Psicologi(2)
- Samuel Kohs, psicologo statunitense (New York, n. 1890 - San Francisco, † 1984)
- Samuel Renshaw, psicologo statunitense (n. 1892 - † 1981)

## Pugili(9)
- Sammy Angott, pugile statunitense (Washington, n. 1915 - † 1980)
- Sam Berger, pugile statunitense (Chicago, n. 1884 - San Francisco, † 1925)
- Samuel Duran, ex pugile filippino (Bukidnon, n. 1968)
- Sam McVey, pugile statunitense (Waelder, n. 1884 - New York, † 1921)
- Sammy Mandell, pugile statunitense (Rockford, n. 1904 - Oak Park, † 1967)
- Samuel Mbugua, ex pugile keniota (n. 1946)
- Samuel Mosberg, pugile statunitense (n. 1896 - † 1967)
- Samuel Peter, pugile nigeriano (Akwa Ibom, n. 1980)
- Samuel Takyi, pugile ghanese (Accra, n. 2000)

## Rabbini(6)
- Samuel Adler, rabbino tedesco (Worms, n. 1809 - New York City, † 1891)
- Samuel Jaffe Ashkenazi, rabbino turco (Costantinopoli, † 1590)
- Samuel Hirsch, rabbino prussiano (Thalfang, n. 1815 - Chicago, † 1889)
- Samuel Holdheim, rabbino tedesco (Kempen, n. 1806 - Berlino, † 1860)
- Samuel di Évreux, rabbino francese
- Samuel ben Judah ibn Tibbon, rabbino e filosofo francese (Lunel, n. 1150 - Marsiglia, † 1230)

## Rapper(4)
- Junoflo, rapper sudcoreano (n. 1992)
- Wombat, rapper e cantante australiano (Glenorchy)
- Rhove, rapper italiano (Rho, n. 2001)
- Samey, rapper slovacco (Košice)

## Registi(12)
- Samuel Bayer, regista statunitense (Syracuse, n. 1962)
- Blitz Bazawule, regista, sceneggiatore e cantautore ghanese (Accra, n. 1982)
- Sam Fell, regista e sceneggiatore britannico (Sheppey, n. 1965)
- Samuel Fuller, regista, sceneggiatore e produttore cinematografico statunitense (Worcester, n. 1912 - Los Angeles, † 1997)
- Sam Hargrave, regista, attore e stuntman statunitense (Hillsborough, n. 1982)
- Samuel Khachikian, regista, produttore cinematografico e compositore iraniano (Tabriz, n. 1923 - Teheran, † 2001)
- Sam Levinson, regista, sceneggiatore e attore statunitense (n. 1985)
- Samuel Maoz, regista israeliano (Herzliya, n. 1962)
- Sam Mendes, regista, sceneggiatore e produttore cinematografico britannico (Reading, n. 1965)
- Sam Raimi, regista, sceneggiatore e attore statunitense (Royal Oak, n. 1959)
- Billy Wilder, regista, sceneggiatore e produttore cinematografico austriaco (Sucha, n. 1906 - Beverly Hills, † 2002)
- Sam Wood, regista statunitense (Filadelfia, n. 1883 - Los Angeles, † 1949)

## Religiosi(2)
- Samuel Eccleston, religioso e arcivescovo cattolico statunitense (Chestertown, n. 1801 - Baltimora, † 1851)
- Samuel Purchas, religioso e scrittore inglese (Thaxted - † 1626)

## Rivoluzionari(1)
- Samuel Tzschirner, rivoluzionario, avvocato e politico tedesco (Bautzen, n. 1812 - Lipsia, † 1870)

## Rugbisti a 13(1)
- Sam Burgess, rugbista a 13 e rugbista a 15 britannico (Dewsbury, n. 1988)

## Rugbisti a 15(7)
- Sam Cane, rugbista a 15 neozelandese (Rotorua, n. 1992)
- Sam Harding, rugbista a 15 neozelandese (Subiaco, n. 1980)
- Sam Hidalgo-Clyne, rugbista a 15 britannico (Jayena, n. 1993)
- Sam Simmonds, rugbista a 15 britannico (Torquay, n. 1994)
- Sam Underhill, rugbista a 15 britannico (Dayton, n. 1996)
- Sam Warburton, rugbista a 15 britannico (Cardiff, n. 1988)
- Sam Whitelock, rugbista a 15 neozelandese (Palmerston North, n. 1988)

## Saggisti(1)
- Samuel Schoenbaum, saggista e biografo statunitense (New York, n. 1927 - Washington, † 1996)

## Sassofonisti(1)
- Sam Rivers, sassofonista, polistrumentista e compositore statunitense (Enid, n. 1923 - Orlando, † 2011)

## Scacchisti(8)
- Samuel Boden, scacchista inglese (Hull, n. 1826 - Londra, † 1882)
- Samuel Lipschütz, scacchista ungherese (Ungvar, n. 1863 - Amburgo, † 1905)
- Samuel Loyd, scacchista e compositore di scacchi statunitense (Filadelfia, n. 1841 - New York, † 1911)
- Samuel Reshevsky, scacchista polacco (Ozorków, n. 1911 - New York, † 1992)
- Samuel Rosenthal, scacchista e giornalista polacco (Suwałki, n. 1837 - Neuilly-sur-Seine, † 1902)
- Samuel Sevian, scacchista statunitense (Corning, n. 2000)
- Samuel Shankland, scacchista statunitense (Berkeley, n. 1991)
- Samuel Tinsley, scacchista inglese (South Mimms, n. 1847 - Londra, † 1903)

## Sceneggiatori(1)
- Sam Simon, sceneggiatore e produttore televisivo statunitense (Los Angeles, n. 1955 - Los Angeles, † 2015)

## Schermidori(1)
- Fitzhugh Townsend, schermidore statunitense (New York, n. 1872 - New York, † 1906)

## Sciatori alpini(4)
- Samuel Dupratt, sciatore alpino statunitense (n. 1993)
- Samuel Kolega, sciatore alpino croato (Ulma, n. 1999)
- Bode Miller, ex sciatore alpino statunitense (Easton, n. 1977)
- Sämi Perren, ex sciatore alpino svizzero (n. 1980)

## Scrittori(17)
- Samuel Hopkins Adams, scrittore statunitense (Dunkirk, n. 1871 - Beaufort, † 1958)
- Samuel Austin Allibone, scrittore e bibliotecario statunitense (Filadelfia, n. 1816 - Lucerna, † 1889)
- Samuel Benchetrit, scrittore, sceneggiatore e regista francese (Champigny-sur-Marne, n. 1973)
- Samuel Butler, scrittore inglese (Langar, n. 1835 - Londra, † 1902)
- Samuel Butler, scrittore britannico (Strensham, n. 1613 - Londra, † 1680)
- Samuel Rutherford Crockett, romanziere e presbitero britannico (Galloway, n. 1859 - Francia, † 1914)
- Samuel R. Delany, scrittore, glottoteta e critico letterario statunitense (New York, n. 1942)
- Dashiell Hammett, scrittore e investigatore statunitense (Contea di Saint Mary, n. 1894 - New York, † 1961)
- Samuel Henzi, scrittore e rivoluzionario svizzero (Bümpliz, n. 1701 - Berna, † 1749)
- Samuel Humphreys, scrittore e traduttore inglese (Londra, † 1738)
- Samuel Marochitanus, scrittore marocchino
- Samuel Mqhayi, scrittore e poeta sudafricano (Gqumahashe, n. 1875 - East London, † 1945)
- Lloyd Osbourne, scrittore statunitense (San Francisco, n. 1868 - Glendale, † 1947)
- Sam Savage, scrittore statunitense (Camden, n. 1940 - Madison, † 2019)
- Samuel Smiles, scrittore, giornalista e politico scozzese (Haddington, n. 1812 - Kensington, † 1904)
- Samuel W. Taylor, scrittore e sceneggiatore statunitense (n. 1907 - † 1997)
- Mark Twain, scrittore, umorista e aforista statunitense (Florida, n. 1835 - Redding, † 1910)

## Scultori(1)
- Samuel Willenberg, scultore, scrittore e superstite dell'Olocausto polacco (Częstochowa, n. 1923 - Tel Aviv, † 2016)

## Siepisti(1)
- Samuel Firewu, siepista e mezzofondista etiope (n. 2004)

## Slittinisti(1)
- Samuel Edney, ex slittinista canadese (Calgary, n. 1984)

## Socialite(1)
- Ward McAllister, socialite statunitense (Savannah, n. 1827 - New York, † 1895)

## Statistici(1)
- Samuel Stanley Wilks, statistico statunitense (Little Elm, n. 1906 - Princeton, † 1964)

## Storici(4)
- Elliott Coues, storico e ornitologo statunitense (Portsmouth, n. 1842 - Baltimora, † 1889)
- Samuel Flagg Bemis, storico statunitense (Worcester, n. 1891 - Bridgeport, † 1973)
- Samuel Guichenon, storico, genealogista e avvocato francese (Mâcon, n. 1607 - Châtillon-sur-Chalaronne, † 1664)
- Samuel Noah Kramer, storico statunitense (Žaškiv, n. 1897 - Filadelfia, † 1990)

## Tennisti(1)
- Samuel Groth, ex tennista australiano (Narrandera, n. 1987)

## Teologi(3)
- Samuel Des Marets, teologo francese (Oisemont, n. 1599 - Groninga, † 1673)
- Samuel Przypkowski, teologo polacco (n. 1592 - Königsberg, † 1670)
- Samuel Prideaux Tregelles, teologo e filologo britannico (Falmouth, n. 1813 - Plymouth, † 1875)

## Tiratori a segno(1)
- Samuel Sharman, tiratore a segno statunitense (Contea di Gallatin, n. 1879 - Los Angeles, † 1951)

## Traduttori(2)
- Samuel Sorbière, traduttore e filosofo francese (Saint-Ambroix, n. 1615 - Parigi, † 1670)
- Samuel ben Moses ibn Tibbon, traduttore francese

## Tuffatori(3)
- Sam Fricker, tuffatore australiano (Newcastle, n. 2002)
- Samuel Hall, tuffatore e politico statunitense (Dayton, n. 1937 - † 2014)
- Samuel Lee, tuffatore statunitense (Fresno, n. 1920 - Newport Beach, † 2016)

## Umanisti(1)
- Samuel Pitiscus, umanista olandese (Zutphen, n. 1637 - Utrecht, † 1727)

## Velocisti(5)
- Samuel Francis, ex velocista nigeriano (Port Harcourt, n. 1987)
- Samuel García, velocista spagnolo (Santa Cruz de la Palma, n. 1991)
- Sam Graddy, ex velocista e giocatore di football americano statunitense (Gaffney, n. 1964)
- Samuel Ogazi, velocista nigeriano (Kaduna, n. 2006)
- Samuel Reardon, velocista britannico (Beckenham, n. 2003)

## Vescovi anglicani(1)
- Samuel Butler, vescovo anglicano, filologo classico e pedagogista inglese (Kenilworth, n. 1774 - Shrewsbury, † 1839)

## Vescovi cattolici(3)
- Samuel Mbairabé Tibingar, vescovo cattolico ciadiano (Sahr, n. 1972)
- Samuel Ruiz García, vescovo cattolico messicano (Irapuato, n. 1924 - Città del Messico, † 2011)
- Samuel Oton Sidin, vescovo cattolico indonesiano (Pontianak, n. 1954)

## Violinisti(1)
- Samuel Dushkin, violinista statunitense (Suwałki, n. 1891 - New York, † 1976)

## Wrestler(5)
- Darby Allin, wrestler statunitense (Seattle, n. 1993)
- Samu, ex wrestler statunitense (San Francisco, n. 1963)
- Sami Callihan, wrestler statunitense (Bellefontaine, n. 1987)
- Sammy Guevara, wrestler statunitense (Katy, n. 1993)
- Dexter Lumis, wrestler statunitense (Jacksonville, n. 1984)

## Zoologi(1)
- Samuel Stillman Berry, zoologo statunitense (Unity, n. 1887 - Winnecock Ranch, † 1984)

## Senza attività specificata(3)
- Samuel Barletti, italiano (Brasile, n. 1963)
- Samuel Lincoln, inglese (Hingham, n. 1622 - Hingham, † 1690)
- Samuel di Nehardea, ebreo antico (Nehardea - Nehardea)